# Чайка (Рубцовський район)
Ча́йка (рос. Чайка) — селище у складі Рубцовського району Алтайського краю, Росія. Входить до складу Рубцовської сільської ради.

## Населення
Населення — 16 осіб (2010; 9 у 2002).
Національний склад (станом на 2002 рік):
- росіяни — 67 %